# Syrtos

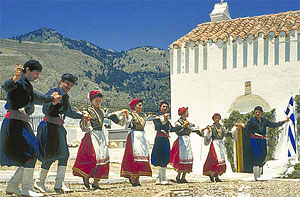
Danse grecque

Le syrtos ou syrto (du grec moderne συρτός, « traînant » ou « entraînant », du verbe σύρω, « tirer, traîner, entraîner », devenu σέρνω en démotique) est une famille de danses traditionnelles grecques.
Chaque région en possède sa propre version et ses propres variantes. Le kalamatianos appartient à la famille du syrtos.
Ainsi, en Thrace, le syrtos se danse en couple ; en Crète c'est une danse exclusivement masculine ; dans les îles de Chypre et de Chio, il est, ou était, dansé par des femmes.
Dans le syrtos en couple, les partenaires ne se touchent pas ou tiennent chacun une extrémité du même mouchoir. Le syrtos se danse en improvisation : c'est un jeu de séduction entre l'homme et la femme.